# Kate Price
Katherine Duffy (13 de febrero de 1872 – 4 de enero de 1943), conocida como Kate Price, fue una actriz irlandesa de nacionalidad estadounidense. Conocida principalmente por interpretar a Mrs. Kelly en la serie The Cohens and Kellys, que fue producida por Universal Pictures entre 1926 y 1932. Price apareció en 296 películas entre 1910 y 1937.

## Carrera
Price nació en Cork, Irlanda, en 1872, y emigró a Estados Unidos con su familia en 1881. Fue hermana del actor Jack Duffy. Price empezó a trabajar en el teatro y en el vodevil con su esposo Joseph Price Ludwig en 1890. Price empezó a trabajar en el cine, principalmente con Vitagraph Studios en Nueva York en 1902. Price llegó a trabajar con Flora Finch, Douglas Fairbanks, John Bunny, Buster Keaton, y Mary Pickford. Trabajó con Oliver Hardy en más de 14 películas que fueron producidas por Vim Comedy Company en Jacksonville, Florida.
En 1917, Price dejó de trabajar en Hollywood. Llegó a aparecer en The Sea Tiger (1927), The Godless Girl (1929), y Reaching for the Moon (1930). Su última actuación con MGM fue en Have a Heart (1934). Después de haber actuado en Easy Living y Live, Love and Learn (ambas películas lanzadas en 1937), se retiró.

## Muerte
Price murió a los 70 años en 1943, en Motion Picture Country Home, en Woodland Hills. fue enterrada en la iglesia de Santa Teresa ubicado en el Cementerio del Calvario.

## Filmografía
- Her Crowning Glory (1911)
- Lady Godiva (1911)
- All for a Girl (1912)
- One Can't Always Tell (1913)
- Jerry's Mother-In-Law (1913)
- A Million Bid (1914)
- Bringing Up Father (1915)
- The Waiters' Ball (1916)
- A Maid to Order (1916)
- Twin Flats (1916)
- A Warm Reception (1916)
- Pipe Dreams (1916)
- Mother's Child (1916)
- Prize Winners (1916)
- The Guilty Ones (1916)
- He Winked and Won (1916)
- Fat and Fickle (1916)
- The Boycotted Baby (1917)
- Humdrum Brown (1918)
- Good Night, Nurse! (1918)
- Arizona (1918)
- Love (1919)
- Dinty (1920)
- That Girl Montana (1921)
- The Other Woman (1921)
- The New Teacher (1922)
- My Wife's Relations (1922)
- A Dangerous Game (1922)
- Flesh and Blood (1922)
- Paid Back (1922)
- Come on Over (1922) as Delia Morahan
- Broken Hearts of Broadway (1923)
- Enemies of Children (1923)
- The Near Lady (1923)
- Good-By Girls! (1923)
- Wolf Tracks (1923)
- Fools Highway (1924)
- The Sea Hawk (1924)
- The Wife of the Centaur (1924)
- The Tornado (1924)
- The Sporting Venus (1925)
- The Desert Flower (1925)
- The Unchastened Woman (1925)
- Sally, Irene and Mary (1925)
- The Perfect Clown (1925)
- The Arizona Sweepstakes (1926)
- The Beautiful Cheat (1926)
- Paradise (1926)
- The Third Degree (1926)
- Frisco Sally Levy (1927)
- Mountains of Manhattan (1927)
- Mad Hour (1928)
- Show Girl (1928)
- Thanks for the Buggy Ride (1928)
- The Cohens and the Kellys in Paris (1928)
- Two Weeks Off (1929)
- Linda (1929)
- The Cohens and the Kellys in Scotland (1930)
- Shadow Ranch (1932)
- Ladies of the Jury (1932)
- Have a Heart (1934)